# Llevants polars

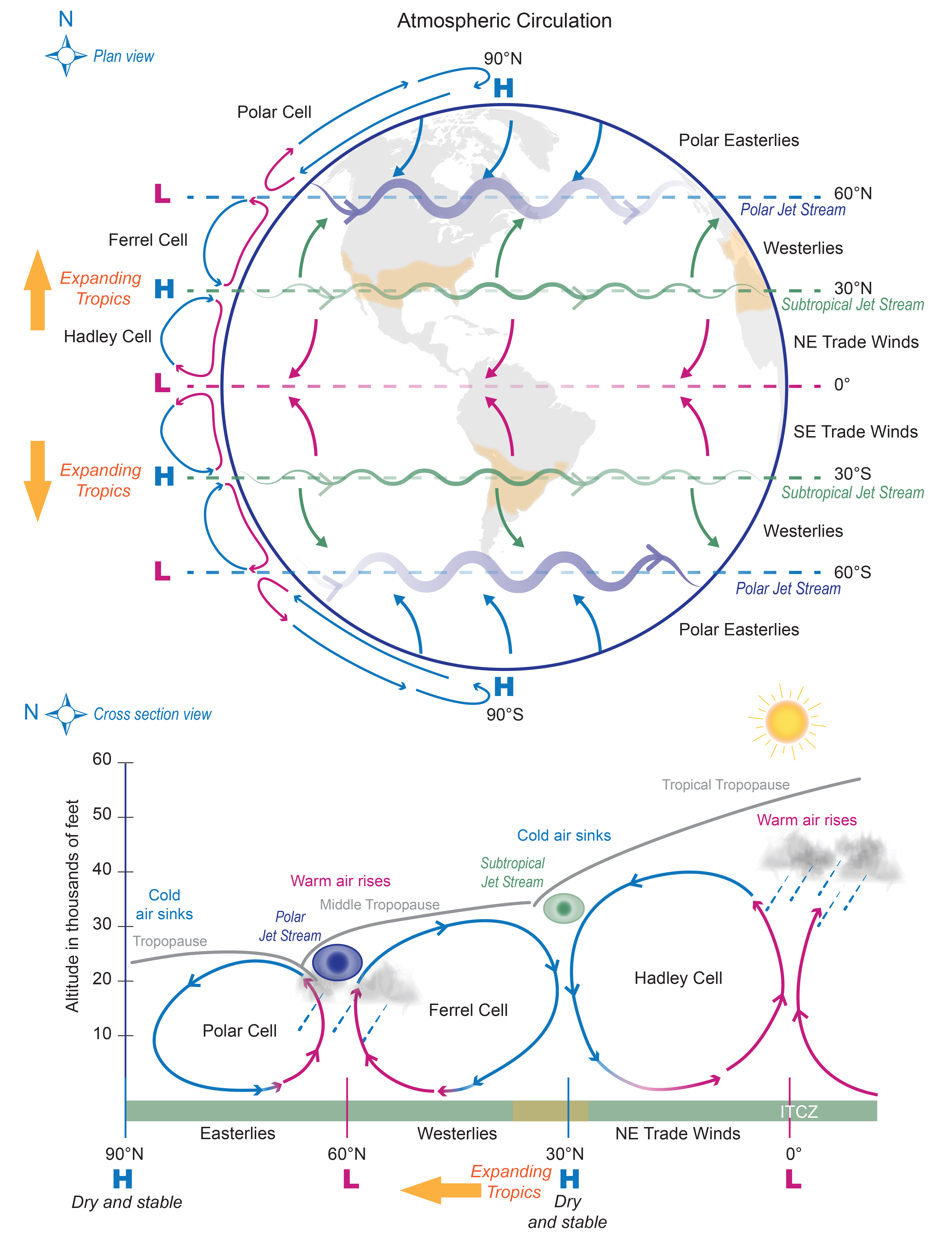
Esquema: circulació general atmosfèrica terrestre. Entre els pols i la latitud de 60º d'ambdós hemisferis hi ha la franja dominada pels llevants polars (polar easterlies).

Els llevants polars (també anomenats cèl·lules de Hadley polars) són vents dominants freds i secs que bufen de l'est cap a l'oest des de les àrees polars d'alta pressió, on hi romanen els anticiclons polars, vers les regions de baixa pressió d'alta latitud (60º-90°). L'aire fred s'acumula i subsideix als pols, creant àrees d'alta pressió superficial i forçant un flux d'aire cap a l'equador. Aquest flux és desviat cap a l'oest per l'efecte de Coriolis. A diferència dels ponents de les latituds mitjanes, els llevants polars són vents més febles i irregulars.
A cada pol, existeix una massa d'aire polar creada per l'alta pressió de l'aire fred. La velocitat de la massa d'aire polar, quan es desplaça cap a l'equador, és inferior a la velocitat de rotació de la Terra. La massa d'aire fred no pot seguir la velocitat de rotació de la Terra i es desvia (efecte Coriolis) creant vents freds a nivell superficial de direcció del nord-est cap al sud-oest. A mesura que els llevants polars es mouen cap a l'equador, es tornen més càlids i perden densitat. A uns 60° de latitud, part de la massa d'aire es desplaça a gran alçada cap al pol nord, creant una franja de baixa pressió atmosfèrica. Aquesta franja de circulació s'anomena cèl·lula polar (com una cèl·lula de Hadley polar). La diferència de pressió existent entre els pols i els 60° de latitud, genera aquests vents.
Dins dels patrons del comportament del vent a nivell global (circulació general), els vents superficials de cada hemisferi es reparteixen en tres cinturons o franges latitudinals entre l'equador i el pol. Els llevants polars es mouen a la franja pròxima als pols entre e 60º i 90°: Entre els 30º i els 60º hi dominen els vents de l'oest, mentre que els vents tropicals o alisis bufen de l'est i romanen entre els 0° i 30º de latitud d'ambdós hemisferis.